# Spirorbis corrugatus
Spirorbis corrugatus är en ringmaskart. Spirorbis corrugatus ingår i släktet Spirorbis och familjen Serpulidae. Inga underarter finns listade i Catalogue of Life.